# Міндзиндзьох (водоспад)
Міндзиндзьох — водоспад в Українських Карпатах, у масиві Гат, що належить до Вигорлат-Гутинського вулканічного пасма. Розташований на відстані бл. 350 м від траси між селами Загаття Хустського району та Завидово Мукачівського району, біля однойменної печери.
Водоспад спадає з каменю невеликим потоком, висота якого близько 5-6 метрів.
Попри те що водоспаду веде лісова стежка, сам водоспад туристично необлаштований; маловідомий. Особливо мальовничий після рясних дощів або під час танення снігу.